# Свідунович Марія Андріївна
Марія Андріївна Свідунович (біл. Марыя Андрэеўна Свідуновіч; нар. 20 травня 2000, Дивин, Кобринський район, Берестейська область, Білорусь) — білоруська футболістка, воротар харківського клубу «Житлобуд-1» і національної збірної Білорусі.

## Клубна кар'єра
Народилася в селі (агромісті) Дивин Берестейської області. Вихованка ДЮСШ рідного села, перший тренер — Григорій Антонович Очиповський. Дорослу футбольну кар'єру розпочала 2013 року в мінському РДУОРі (згодом команду перейменували в «Іслоч-РДУОР»). У команді виступала до завершення сезону 2019 року. У квітні 2020 року перейшла до «Динамо-БДУ». У футболці нового клубу дебютувала 17 травня 2020 року в переможному (10:0) домашньому поєдинку 3-го туру Вищої ліги Білорусі проти БОТСОРа. Марія вийшла на поле в стартовому складі та відіграла увесь матч. У сезоні 2020 року зіграла 7 матчів у Вищій лізі Білорусі та 1 поєдинок у кубку Білорусі.
Наприкінці січня 2021 року підсилила «Дніпро-Могильов». У футболці нового клубу дебютувала 17 березня 2021 року в переможному (7:0) виїзному поєдинку 2-го туру Вищої ліги Білорусі проти берестейського «Динамо». Свідунович вийшла на поле в стартовому складі та відіграла увесь матч. У складі динамівської команди зіграла 17 матчів у Вищій лізі Білорусі та 1 поєдинок у кубок Білорусі.
На початку липня 2021 року вільним агентом перейшла до «Житлобуду-1». У футболці харківського клубу дебютувала 11 серпня 2021 року в переможному (6:0) виїзному поєдинку 3-го туру Вищої ліги України проти «Восхода» (Стара Маячка). Свідунович вийшла на поле на 68-ій хвилині, замінивши Гамзе Яман.

## Кар'єра в збірній
З 2013 по 2014 рік виступала за дівочу збірну Білорусі (WU-15).
У складі дівочої збірної Білорусі (WU-17) дебютувала 7 травня 2016 року в програному (0:12) домашньому поєдинку кваліфікації Дівочого чемпіонату Європи (WU-17) проти одноліток з Англії. Марія вийшла на поле на 25-ій хвилині, замінивши Діану Виноград. Загалом з 2016 по 2017 рік у складі збірної WU-17 зіграла 4 матчі.
У футболці дівочої збірної Білорусі (WU-19) дебютувала 3 жовтня 2018 року в програному (0:2) поєдинку 1-го туру групового етапу дівочого чемпіонату Європи (WU-19) проти одноліток з Польщі. Марія вийшла на поле в стартовому складі та відіграла увесь матч. У 2018 році провела 3 поєдинки за команду WU-19.
У 2019 році дебютувала у футболці національної збірної Білорусі.

## Досягнення
- Вища ліга Білорусі
  -  Чемпіон (1): 2020
  -  Срібний призер (1): 2018

- Кубок Білорусі
  -  Володар (1): 2020
  -  Фіналіст (2): 2018, 2019

- Суперкубок Білорусі
  -  Фіналіст (1): 2019